# Herbita hypolizon
Herbita hypolizon är en fjärilsart som beskrevs av Louis Beethoven Prout 1933. Herbita hypolizon ingår i släktet Herbita och familjen mätare. Inga underarter finns listade i Catalogue of Life.